# Fuzil antimaterial

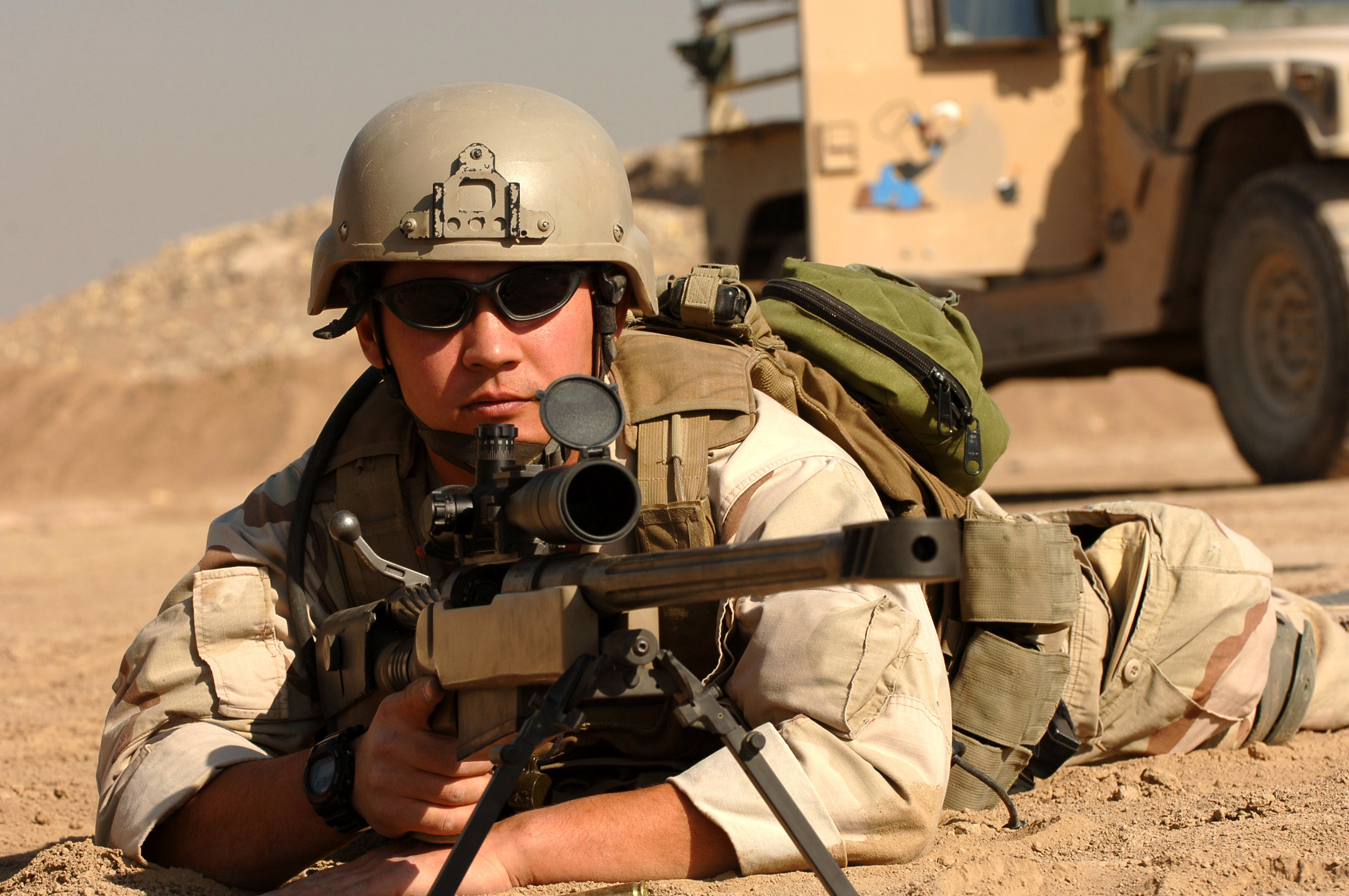
Um militar da marinha dos Estados Unidos armado com um fuzil McMillan TAC-50.

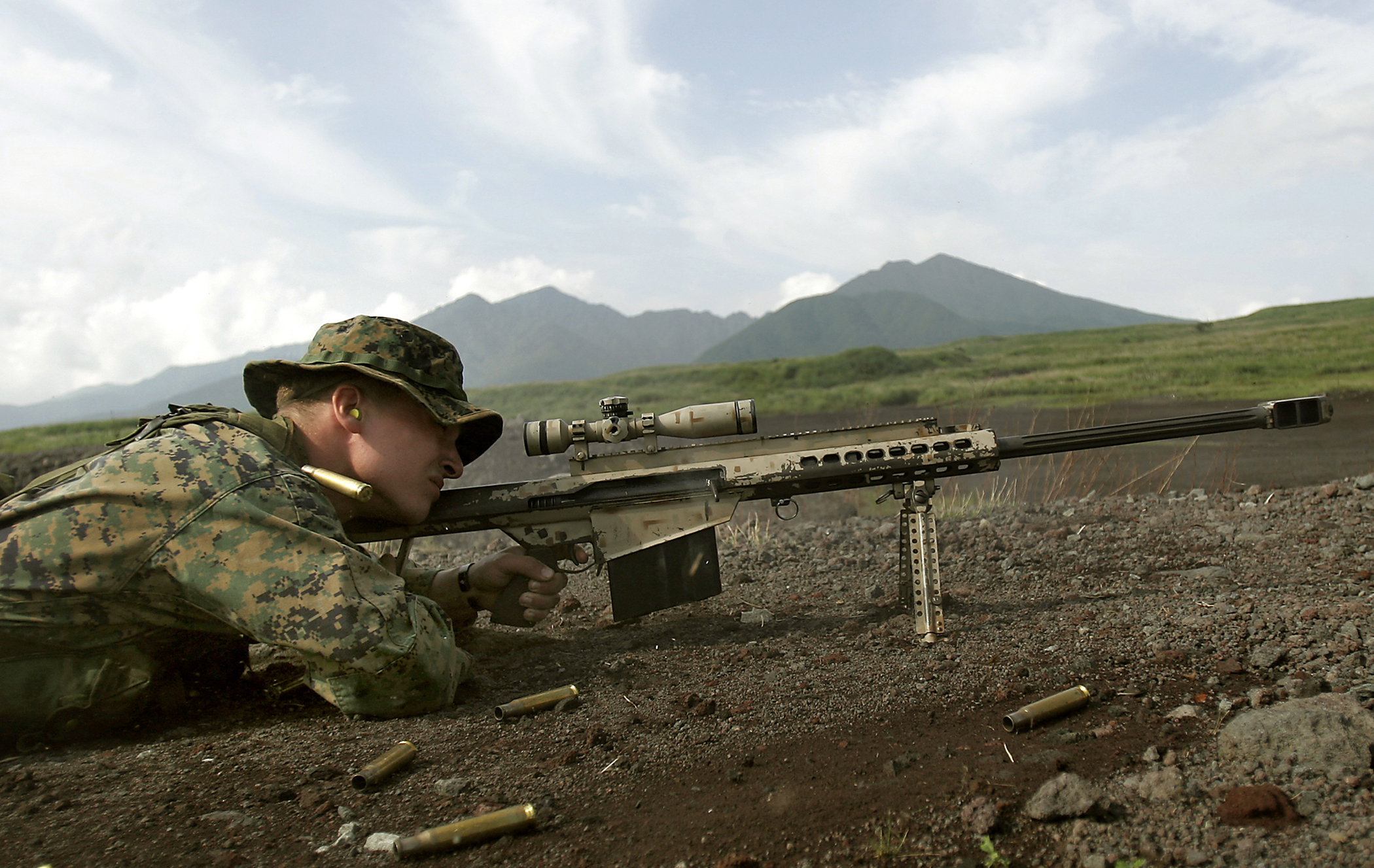
Um fuzileiro americano armado com um Barrett M82, um dos modelos mais conhecidos deste tipo de arma.

Um fuzil antimaterial (em inglês: anti-materiel rifle, ou AMR) é um tipo de fuzil projetado para uso contra equipamentos militares, estruturas e outros equipamentos (material). Rifles antimaterial são compartimentados em calibres significativamente maiores do que os fuzis convencionais e são empregados para eliminar equipamentos como motores e alvos não blindados ou levemente blindados. Embora os veículos blindados modernos sejam resistentes a fuzis antimaterial, o alcance e a penetração estendidos ainda têm muitas aplicações modernas. Embora não se destine ao uso contra alvos humanos, o peso e a velocidade da bala dos fuzis antimaterial conferem a eles uma capacidade excepcional de longo alcance, mesmo quando comparados aos fuzis de precisão designados. Os fuzis antimaterial são feitos tanto em projetos de ação de ferrolho quanto semiautomáticos.